# یانکو، نیو ساوت ولز
یانکو (به انگلیسی: Yanco) یک شهرک در استرالیا است که در نیو ساوت ولز واقع شده‌است.